# Robert Felix Lüssy
Robert Felix Lüssy (* 15. September 1887 in Lörrach; † 16. Januar 1942 in Basel) war ein Schweizer Notar, Advokat, Politiker und Offizier.

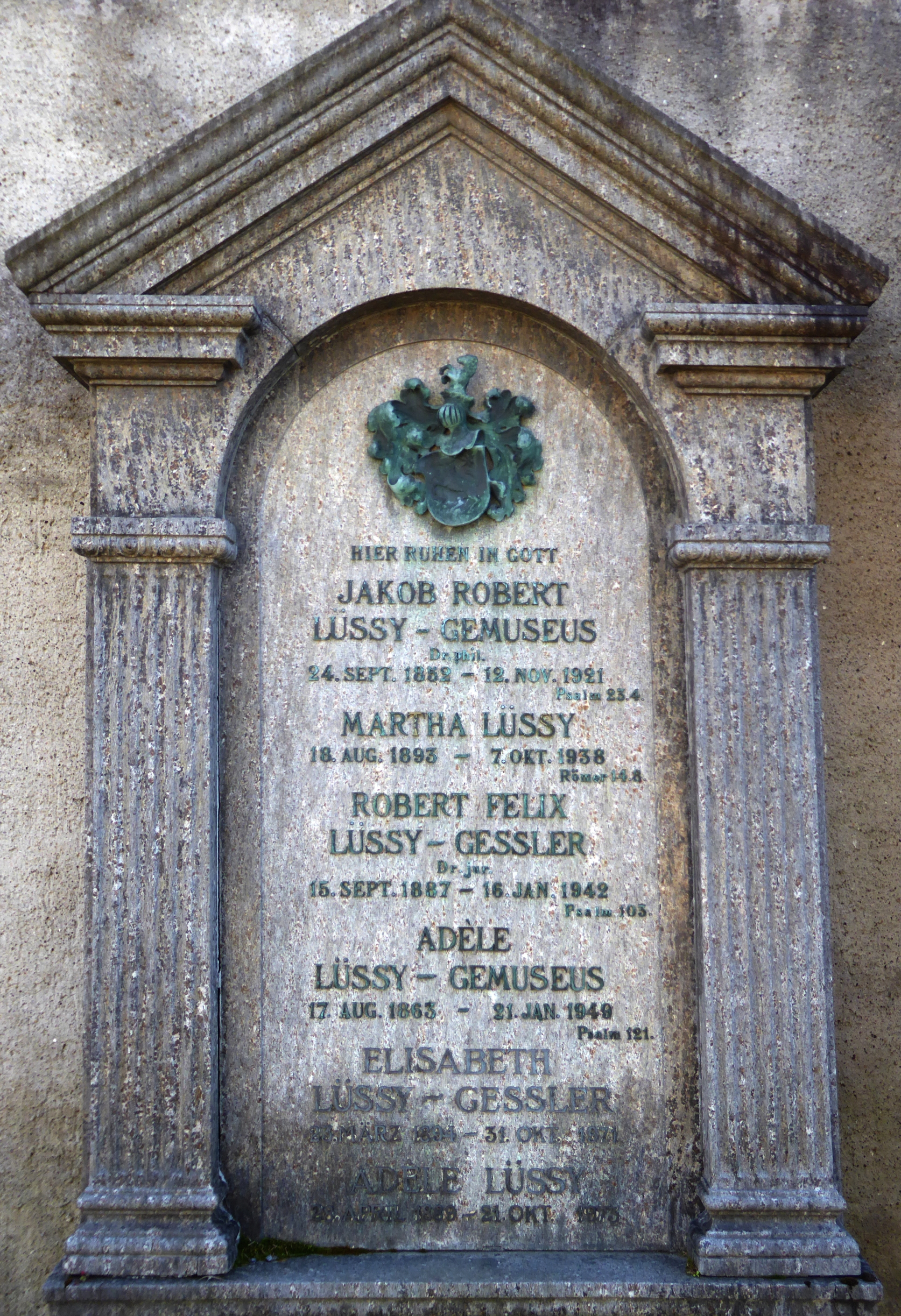
Grab auf dem Wolfgottesacker in Basel.

## Leben
Robert Felix Lüssy war ein Sohn des Jakob Robert Lüssy (1852–1921) und der Adèle, geborene Gemueus (1863–1949). Lüssy war von 1931 bis 1932 Grossratspräsident im Kanton Basel-Stadt; er gehörte der Liberal-Demokratischen Partei an. Von 1932 bis 1936 war er Kommandant des Basler Infanterieregiments 22 und von 1935 bis 1941 Kommandant des Territorialkreises 4.
Lüssy war mit Elisabeth, geborene Gessler (1894–1971), verheiratet. Seine letzte Ruhestätte fand er auf dem Wolfgottesacker in Basel.